# Rio Branco de Andradas Futebol Clube
Maillots
Le Rio Branco de Andradas Futebol Clube est un club brésilien de football basé à Andradas dans l'État du Minas Gerais. 

## Palmarès
- Championnat du Minas Gerais de deuxième division :
  - Champion : 1994, 1998, 2006.